# Кварцни часовник
Кварцни сат је сат који користи електронски осцилатор који је направљен од кварцног кристала да би прецизно мерио време. Овај кристални осцилатор производи сигнал с врло прецизном фреквенцијом. Обично дигитални бројач мери циклусе сигнала и пребацује их на нумерички дисплеј, који показује сате, минуте и секунде.
Кварц је хемијско једињење звано силицијум диоксид. Када се кристал кварца правилно обради и постави он се деформише у електричном пољу. Када се поље уклони, кварц производи електрично поље док се враћа у првобитан положај. Ова особина позната је као пиезоелектрицитет.
Многи материјали имају способност резонанције. Међутим, пошто кварц може бити директно побуђен електричним сигналом, није потребно имати додатни звучник или микрофон.
Кварц има и ту предност што промене температуре не утичу на његов облик, па су кварцни сатови прилично прецизни.
У модерним кварцним сатовима, резонатор има облик виљушке, ласерски подешен да вибрира на 32,768 Hz. Вредност фреквенције је 215. Тако се може направити једноставно електрично коло са серијом од 15:2 периода да би се добило основно време од 1 секунде. У већини сатова, резонатор је у малом кућишту великом око 4 mm. Резонатори стандардног квалитета овог типа имају гаранцију дуготрајне прецизности од око 6 делова на милион на 31°C, што практично значи да ће типични ручни кварцни сат журити или каснити мање од пола секунде дневно на телесној температури. 
Један интересантан практични проблем везан за масовну производњу кварцних осцилатора био је како подесити његову фреквенцију без потребе да је подешава човек. Развијено је неколико аутоматизованих метода; најчешће се користи онај у коме се виљушци дода мали комад метала на крајевима, који се креће мало спорије од подешене фреквенције. Аутоматизована машина тако мери фреквенцију користећи ласер помоћу кога метал на крајевима испари, лагано повећавајући фреквенцију док се не постигне специфична фреквенција; виљушка се затим смешта у кућиште и спремна је за коришћење.
Релативна стабилност резонатора и његово радно коло је много боље од његове апсолутне прецизности. Ако се кварцни ручни сат подеси према сигналу атомског сата и стално носи на константној температури, журиће или каснити 2 секунде месечно, што је више него добро за навигацију на мору.
Други део сата је обично мали рачунар посебне намене с програмом који броји циклусе и преводи их у електричној форми на дисплеј. Употреба рачунара у електронским сатовима омогућила је богатство могућности, као што је штоперица, бесконачни календар, вишеструки аларм који свира мелодије и друго, што не би било могуће с једноставним електричним бројачем.
Неки врхунски сатови имају могућност самоподешавања. Ови сатови имају специјална упутства за замену батерија (јер бројач не сме да стане) и временом постају све прецизнији. 
Компјутеризовани сатови могу мерити и подешавати сопствену температуру. И аналогна и дигитална компензација температуре се користи у кварцним сатовима последње генерације.
Кварцни хронометри који се користе као временски стандардни често имају и кварцну посуду која одржава кристал на константној температури.
Први ручни кварцни сат, Астрон, произвео је Сеико 1969. године. Прецизност и ниска цена производње је изазвала масовну производњу кварцних сатова, нарочито у Азији, посебно у Јапану и Хонгконгу. Многи традиционални европски произвођачи наставили су да производе мање прецизне али популарне сатове са зупчаницима.